# 喜多方ラーメンバーガー
喜多方ラーメンバーガー（きたかたラーメンバーガー）とは、福島県喜多方市のご当地バーガー、喜多方市ふるさと振興株式会社の登録商標（登録第5426448号）である。

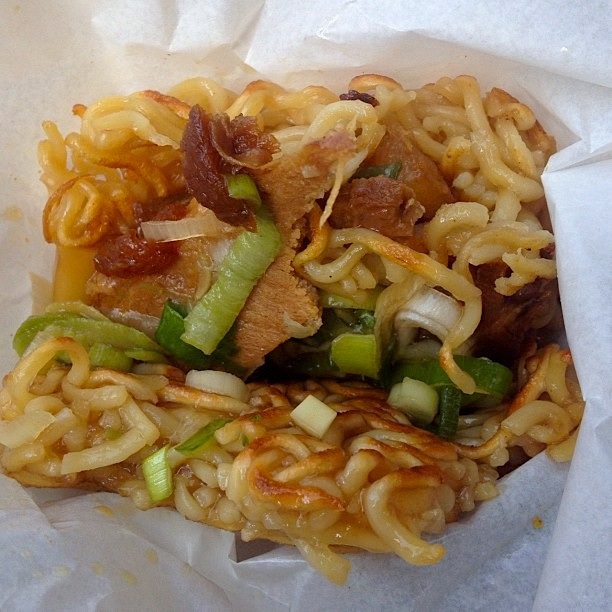
名古屋の屋台のラーメンバーガー

## 概要
2008年（平成20年）に喜多方ラーメンに次ぐ新しいご当地グルメとして「道の駅喜多の郷」の料理長、長谷川義紀が、店員と共に開発。喜多方ラーメンの麺を円盤状に焼き固めてバンズ代わりとし、豚の角煮、あるいは地鶏、メンマ、ナルトなどの具を挟み、しょうゆ味のラーメンスープにとろみをつけたソースで味付けをしている。
麺は喜多方産のブランド小麦「ゆきちから」で作り、茹でてからバーガー状に加工して地元のエゴマ油で焼く、スープは会津地鶏のガラでだしを取り、チャーシューに代わる角煮は県内産のブランド豚「麓山高原豚」を3時間煮込んで作る、など地元産品を生かした、手間のかかった商品である。
発売当初は1日に20から30食の限定で販売していたが、連日完売する人気ぶりで、新聞やテレビ番組等に取り上げられた。2008年9月からの高速道路の休日昼間割引（ETC割引制度）なども追い風となり、2009年5月の連休には200個を30分弱で完売、1日300個が完売した。2015年現在も、休日には1日100個が買われており、客層がお年寄り中心から若者にも広がるなど、道の駅の代名詞となるグルメになっている。
2009年（平成21年）10月25日に「道の駅喜多の郷」で開催された「会津ご当地フードフェスティバル」にて、具材に市内の農家が育てた会津地鶏のモモ肉を照り焼きにして入れた「会津地鶏喜多方ラーメンバーガー」の販売を開始した。バンズ代わりの麺も「喜多方ラーメンバーガー」と同じものを使用し、しょうゆスープやネギなども市内または県内産を使用している。　　
2011年（平成23年）9月からは、電子レンジを使って調理することのできる冷凍タイプの「喜多方ラーメンバーガー」キットをインターネットを用いた通信販売で購入することが可能となっている。

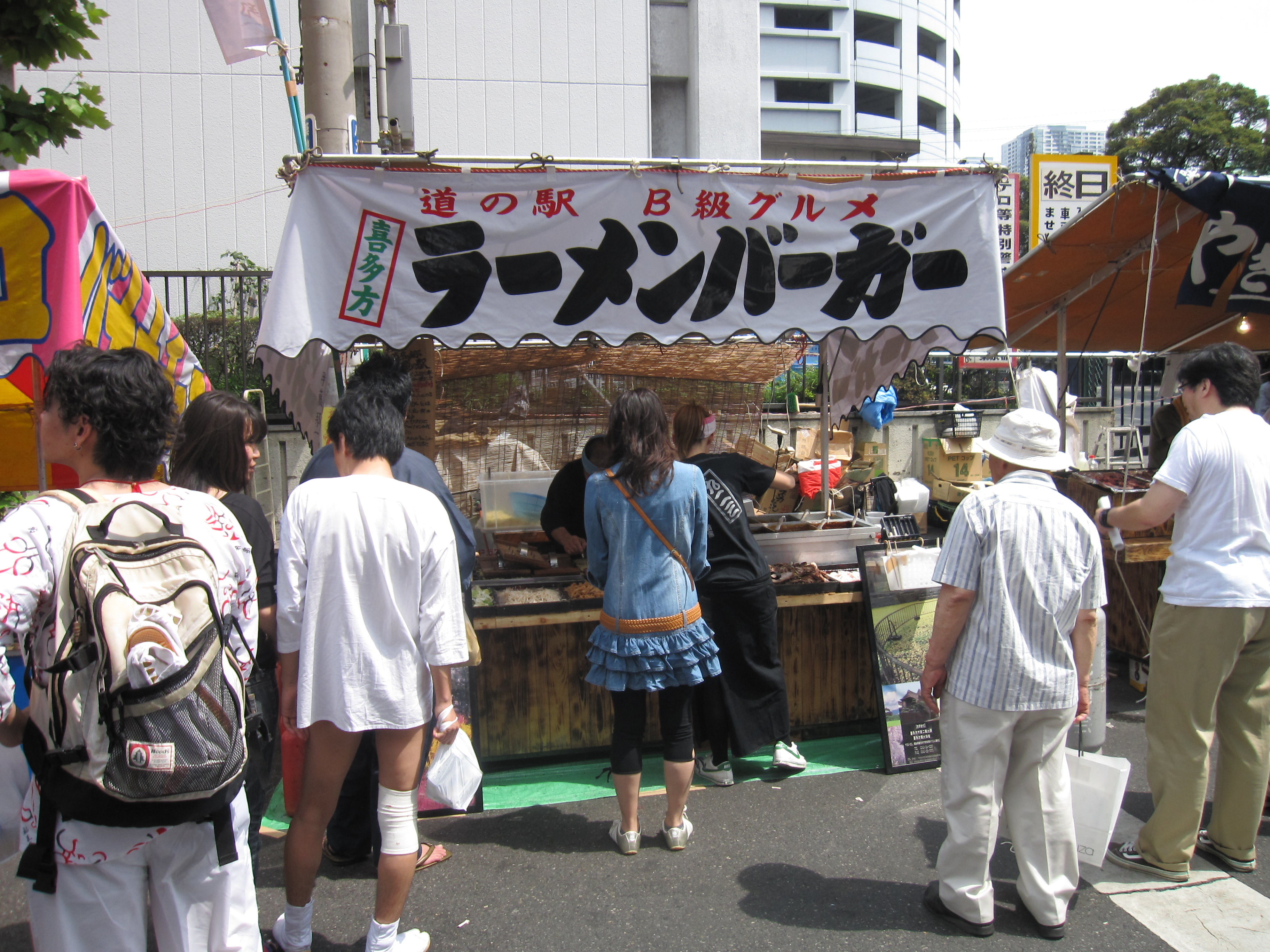
東京築地波除稲荷神社 夏越し大祭つきじ獅子祭（2010年）

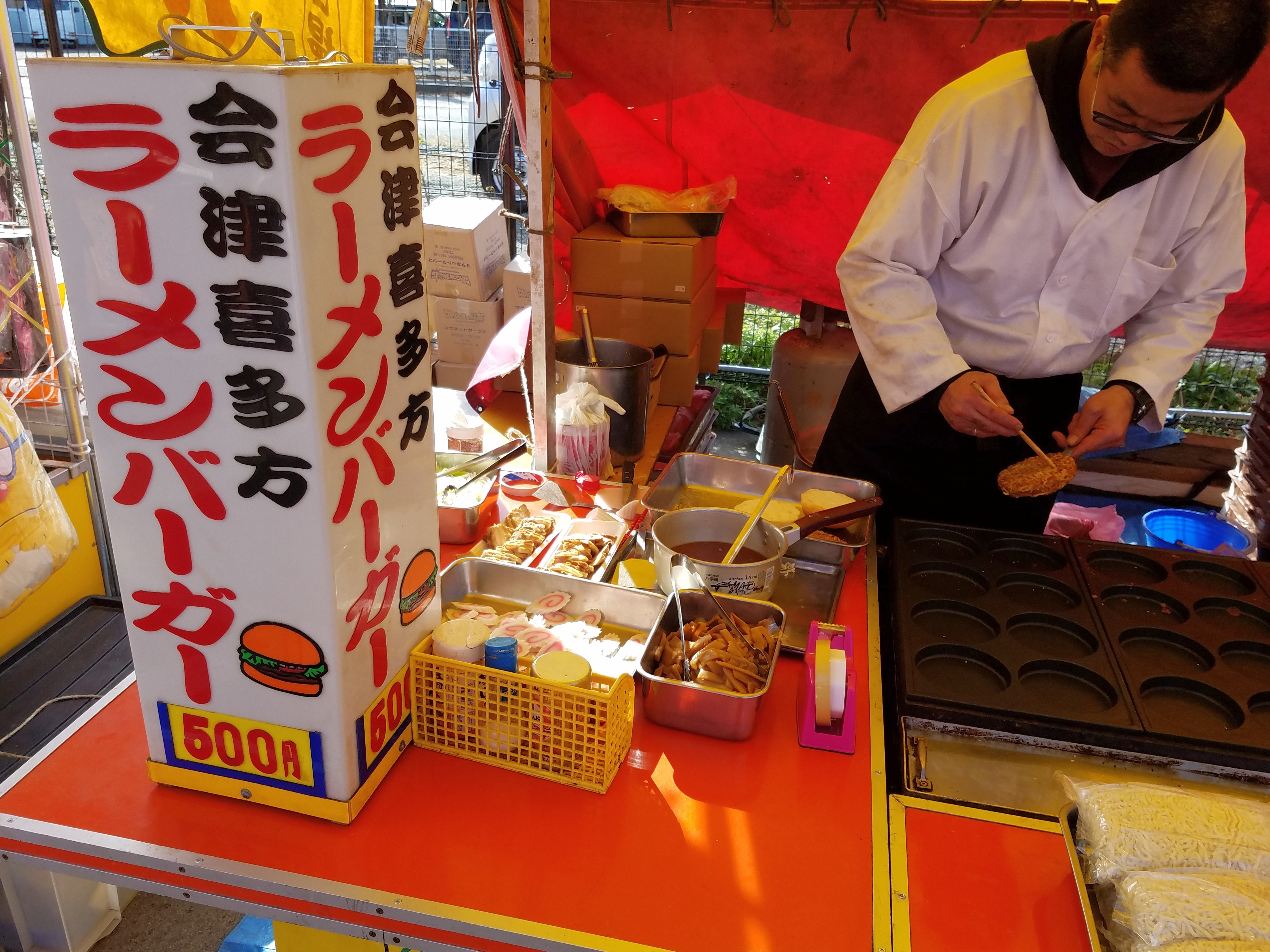
福島県浪江町での災害ボランティアの屋台（2017年）

## その他
- 売店「ふるさと亭」ではラーメンバーガーのミニチュアストラップが販売されている。